# Bretwald
Bretwald (również bretwalda, brytenwald, staroang. Brytenƿealda) – władca państwa-hegemona wchodzącego w skład heptarchii anglosaskiej. Słowo to pojawia się po raz pierwszy w Kronice anglosaskiej, pod datą 827.
Jak podaje Beda Czcigodny, kolejnymi bretwaldami byli:
- Aelle z Susseksu,
- Ceawlin z Wesseksu,
- Aethelbert z Kentu (Ethelbert I),
- Raedwald z Anglii Wschodniej,
- Edwin z Nortumbrii,
- Oswald z Nortumbrii,
- Oswiu z Nortumbrii,
- Egbert.